# Medetomidin
Medetomidin je sintetički lek koji se koristi kao hirurški anestetik i analgetik. On se često koristi u obliku hidrohloridne soli medetomidin hidrohlorida. On je kristalna bela materija. Medetomidin deluje kao alfa-dva adrenergički agonist koji se može dozirati kao intravenozni rastvor u sterilnoj vodi. On je odobren za pse Sjedinjenim Državama. Disribuiraju ga kompanije Pfizer i Novartis. Drugi alfa-dva agonisti se isto tako koriste u veterini, npr. ksilazin i detomidin, ali se oni ređe koriste kao anestetici za male životinje.

## Literatura
- Harari, Joseph (1996). Small Animal Surgery. Williams and Wilkins.  978-0-683-03910-8.
- Lind, U.; Alm Rosenblad, M.; Hasselberg Frank, L.; Falkbring, S.; Brive, L.; Laurila, J. M.; Pohjanoksa, K.; Vuorenpaa, A.; Kukkonen, J. P. (2010). „Octopamine Receptors from the Barnacle Balanus improvisus Are Activated by the  2-Adrenoceptor Agonist Medetomidine”. Molecular Pharmacology. 78 (2): 237—248. PMID 20488921. doi:10.1124/mol.110.063594.
- Dahlström, M.; Mårtensson, L. G.; Jonsson, P. R.; Arnebrant, T.; Elwing, H. (2000). „Surface active adrenoceptor compounds prevent the settlement of cyprid larvae ofBalanus improvisus”. Biofouling. 16 (2–4): 191. doi:10.1080/08927010009378444.

## Spoljašnje veze
|  | Molimo Vas, obratite pažnju na važno upozorenje u vezi sa temama iz oblasti medicine (zdravlja). |